# Materia extraña
En física nuclear, física de partículas y astrofísica, el término materia extraña se usa de dos formas, una más amplia y la otra más específica.
- El significado más amplio es tan solo materia de cuarks que contiene tres sabores de quarks: arriba, abajo y extraño. En esta definición, hay una presión crítica y una densidad crítica asociada, y cuando la materia nuclear (hecha de protones y neutrones) se comprime más allá de dicha densidad, los protones y neutrones se disocian en los quarks que los componen (se convierte en materia indestructible), resultando así materia de quarks (probablemente materia extraña).
- El significado más estricto se refiere a la materia de quarks que es más estable que la materia nuclear. La idea de que esto podría pasar es la "hipótesis de la materia extraña" de A. Bodmer[1] y Edward Witten.[2] En esta definición, la presión crítica es cero: el verdadero estado fundamental de la materia es siempre materia de cuarks. Los núcleos que vemos en la materia que nos rodea, que son "gotas" de materia nuclear, son necesariamente metaestables, y dado el tiempo suficiente (o el estímulo externo adecuado) decaerían en gotas de materia extraña, los "strangelets".

## Materia extraña que solo es estable a altas presiones
Bajo la definición más amplia, la materia extraña podría aparecer dentro de las estrellas de neutrones. Una estrella de neutrones es lo que queda después de que una estrella masiva explote en una supernova, cuando esto ocurre el núcleo de la estrella colapsa sobre su gravedad con una fuerza hacia adentro tan fuerte que comprime el núcleo si la presión en su núcleo es suficientemente alta (superior a la presión crítica). Al tipo de densidades que son esperables en el centro de una estrella de neutrones, la materia de quarks sería probablemente materia extraña. La materia extraña es una forma de materia extrema que se conjetura podría ser incluso más estable que la materia bariónica ordinaria. Parece probable que este tipo de materia se forme en el interior de estrellas de neutrones, ya que la desintegración débil de quarks arriba y abajo en quarks extraños se ve favorecida energéticamente bajo ciertas condiciones de alta presión. Se ha conjeturado que los quarks encantados y más pesados aparecieran también, en estrellas de neutrones muy compactas, pero eso solo ocurriría a densidades mucho mayores y por hoy no está claro si efectivamente eso es posible.
Una estrella de neutrones con un núcleo de materia de quarks frecuentemente se denomina una estrella híbrida. Sin embargo, es difícil saber si las estrellas híbridas realmente existen en la naturaleza porque los físicos actualmente tienen escasa idea del valor probable de la presión o densidad crítica. Parece posible que la transición a la materia de quarks ya habrá ocurrido cuando la separación entre los nucleones se vuelva mucho menor que su tamaño, así que la densidad crítica debe ser menor que cerca de 100 veces la densidad de saturación nuclear. Pero un estimativo más preciso no está disponible aún, porque la interacción fuerte que gobierna el comportamiento de los quarks es particularmente difícil de investigar, y los cálculos numéricos usando QCD reticular (en inglés lattice QCD) están bloqueados por el problema del signo del fermión.
Un área de actividad en la física de las estrellas de neutrones es el intento de encontrar rastros observables por los que podamos decir, a partir de observaciones de estas estrellas basadas en la Tierra, si tienen materia de quarks (probablemente materia extraña) en su núcleo.

## Materia extraña que es estable a presión cero
Convencionalmente se asumía que el estado fundamental de la materia hadrónica es el estado en el que los cuarks están confinados en hadrones individuales. Esta fase de la materia ocupa el universo observable. Aunque miremos hacia los confines del cosmos, reconocemos líneas espectrales -ya sean Doppler gravitacionales o cosmológicamente desplazadas- identificables con transiciones de átomos y núcleos conocidos en la Tierra. La mayor parte de la masa de cada objeto estudiar experimentalmente reside en sus componentes nucleares. De hecho, nuestra experiencia afirma tan firmemente la fase confinada como la fase normal de la materia que no solemos cuestionarla. Sin embargo, actualmente no hay pruebas que demuestre que el estado básico de la materia deba ser el de cuarks confinados en hadrones. El estado confinado puede ser simplemente un estado de vida muy larga, pero no absolutamente estable. De hecho, no es posible demostrar lo contrario salvo mediante el descubrimiento de un estado de menor energía.
La hipótesis de la materia extraña, por la cual un estado diferente sería la forma más estable de materia quarkónica, podría parecer manifiestamente incorrecta ya que todo lo que conocemos es el estado confinado. Sin embargo, a medida se ha estudiado esta hipótesis en mayor detalle, se ha visto que es compatible con todos los hechos conocidos, incluida la apariencia actual del universo. El universo habría evolucionado a lo largo del camino que se supone que ha seguido y parecería esencialmente como es hoy si la hipótesis es verdadera. Sólo en una escala de tiempo muy larga, la de la evolución estelar, es posible que el estado confinado de los hadrones individuales se transforme en materia extraña. Una forma en que la fase confinada podría evolucionar lentamente hacia materia extraña es a través de la formación de estrellas de neutrones. Las estrellas de neutrones poseen núcleos densos en los que es probable que ocurra la transición de fase a materia de cuarks. En este proceso, la interacción débil convertiría aproximadamente un tercio de los cuarks en el sabor extraño porque a alta densidad tal estado tiene una energía menor que la materia de cuarks de dos sabores (porque el número de bariones se comparte entre tres mares de Fermi en lugar de dos). Si la materia extraña fuera el verdadero estado fundamental, entonces no existiría ninguna barrera para la conversión de toda la estrella, una vez que el núcleo se haya convertido.
Si la "hipótesis de la materia extraña" es verdadera, entonces la materia nuclear es metaestable contra el decaimiento en materia extraña. La duración de la misma antes de decaer espontáneamente es muy larga, así que no vemos este proceso ocurrir alrededor nuestro. Sin embargo, bajo esta hipótesis debería haber materia extraña en el universo:
1. Las estrellas de cuarks (frecuentemente llamadas "estrellas extrañas") consisten en materia de cuarks desde su núcleo hasta su superficie. Tendrían un diámetro de varios km, y podrían tener una capa muy delgada de materia nuclear.
2. Los strangelets son pequeñas piezas de materia extraña, tal vez tan pequeñas como los núcleos atómicos. Se producirían cuando las estrellas extrañas se forman o colisionan.

### El peligro destrangelets: conversión catalizada a materia extraña
Si hay strangelets sueltos alrededor del universo, entonces ocasionalmente uno de ellos debería chocar con el planeta Tierra, donde aparecería como un tipo exótico de rayo cósmico. Esto da pie a la pregunta de si un strangelet desde el espacio convertiría el planeta entero en materia extraña. Este escenario de desastre es como sigue: un strangelet golpea un núcleo, catalizando su conversión inmediata a materia extraña. Esto libera energía, y manda pedazos (más strangelets) volando en todas direcciones. Estos se unen con otros núcleos y los convierten, llevando a una reacción en cadena, al final de la cual los núcleos de todos los átomos habrán sido convertidos, y la Tierra habrá sido reducida a una nube caliente de strangelets.
La creencia generalizada es que esto no ocurriría, porque la mayoría de los modelos predicen que los strangelets, como los núcleos, están cargados positivamente, entonces son repelidos electrostáticamente por los núcleos, y raramente se unirían con ellos.
Sin embargo, preocupaciones de este tipo fueron presentadas al comenzar el experimento del Relativistic Heavy Ion Collider (RHIC) en Brookhaven, que podría haber creado strangelets. Un análisis detallado concluyó que las colisiones del RHIC son comparables a aquellas que ocurren naturalmente al atravesar los rayos cósmicos el sistema solar, así que ya se habría observado tal desastre si fuera posible.
En el caso de una estrella de neutrones, sin embargo, dicha conversión parece mucho más plausible. Una estrella de neutrones es en un sentido un núcleo gigante (de 20 km de diámetro), sostenido por la gravedad. Si un strangelet golpease una estrella de neutrones, podría convertir una pequeña región de la misma, y esa región crecería hasta consumir la estrella enteramente.
La hipótesis de la materia extraña generalmente es considerada como una idea radical. Debido a que un 
"strangelet" puede convertir una estrella de neutrones en una estrella extraña, parece probable que si la hipótesis de la materia extraña fuese verdadera, todos los objetos que observamos como estrellas de neutrones deberían en realidad ser estrellas extrañas. Pero hay buena evidencia de que al menos algunas de ellas no son estrellas extrañas, y tienen capas bastante gruesas de materia nuclear. Hay un debate en progreso entre los expertos en la cuestión.